# チェレポヴェツ市電
チェレポヴェツ市電（チェレボヴェツしでん、ロシア語: Череповецкий трамвай）は、ロシア連邦の都市・チェレポヴェツ市内に存在する路面電車。2021年現在はチェレポヴェツ市が運営する単一事業体（МУП）のエレクトロトランス（Электротранс）によって運営されている。

## 概要
ソビエト連邦時代の1950年代、チェレポヴェツは工場の建設が進み、工業都市として急速に発展した。その中で労働者の輸送手段として路面電車を建設する事が決定し、1956年にチェレポヴェツ冶金工場（Череповецкого металлургического завода）の路面電車部門が設立された後、同年10月19日に最初の区間が開通した。その後、ソビエト連邦時代は路線網の延伸が継続して行われ、1958年、1979年、1984年に開通した。
ソビエト連邦の崩壊後、路面電車の運営事業はチェレポヴェツ冶金工場からチェレポヴェツ市へと移管し、2021年現在もその体制が継続されている。路線については1998年に実施された延伸により、市内を東西に結ぶ路線とそこから分岐する支線という全長26.5 kmの路線網が形成されている。このうち80 %以上は道路から分離された専用軌道である。
2021年現在の系統は以下の通り。運賃は29ルーブルで、非接触式ICカード「ミール（«Мир»）」やICカード機能を有した銀行のキャッシュカードも使用可能である。
| 系統番号 | 経路                                                  | 備考                       |
| -------- | ----------------------------------------------------- | -------------------------- |
| 2        | Олимпийская - Вокзал - Доменная - Аглофабрика №3      | 4号線とは経由区間が異なる  |
| 4        | Олимпийская - М. Горького - Доменная - Аглофабрика №3 | 2号線とは経由区間が異なる  |
| 8        | Олимпийская - Вокзал - Олимпийская                    | ラケット式環状系統(左回り) |

## 車両

### 現有車両
2021年現在、チェレポヴェツ市電に在籍する車両は以下の通り。このうち平日ダイヤでは28両、週末ダイヤでは20両が営業運転に使用されている。
| 形式   | 形式     | 車両数 (2021年現在) | 備考・参考             |
| ------ | -------- | ------------------- | ---------------------- |
| 71-605 | 71-605   | 24両                |                        |
| 71-605 | 71-605A  | 9両                 |                        |
| 71-608 | 71-608K  | 5両                 |                        |
| 71-608 | 71-608KM | 4両                 |                        |
| 71-619 | 71-619KT | 10両                |                        |
| 71-911 | 71-911EM | 11両                | 超低床電車             |
| 71-923 | 71-923M  | 1両                 | 超低床電車 2車体連接車 |

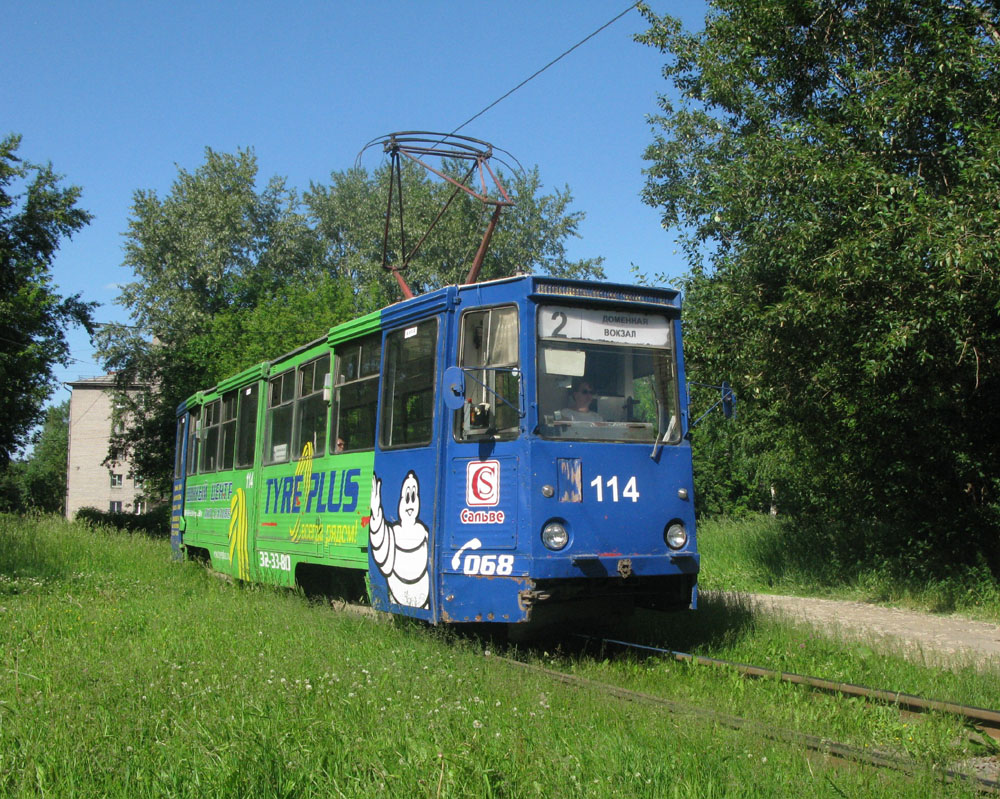
71-605（広告塗装、2009年撮影）
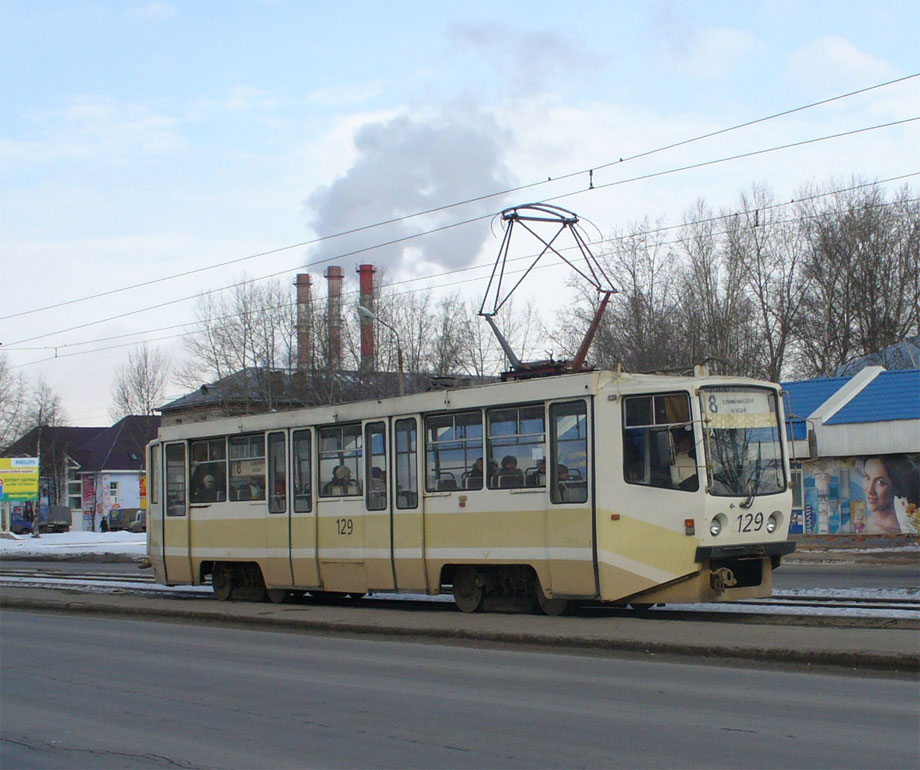
71-608KM（2008年撮影）
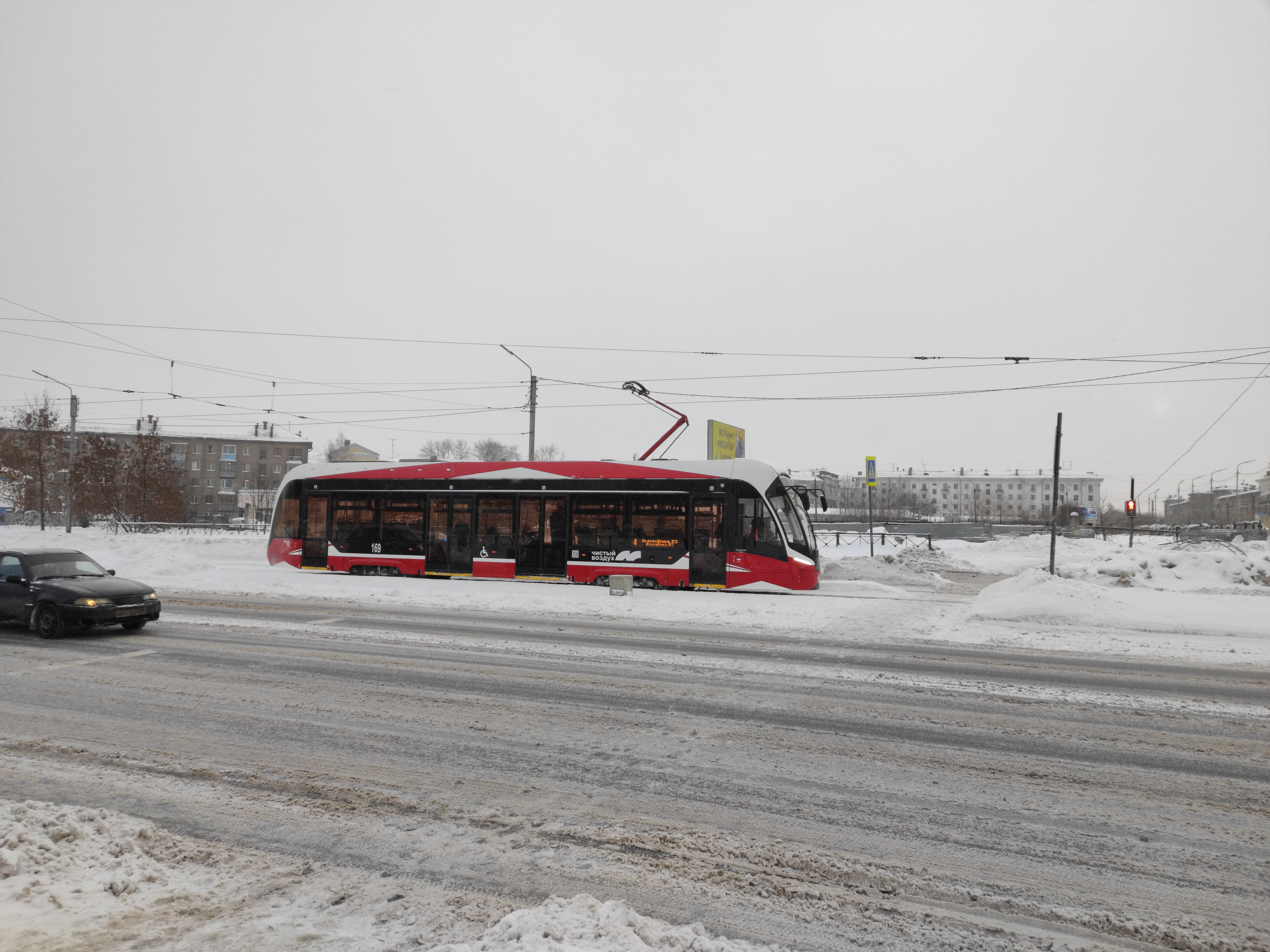
71-911EM（2022年撮影）
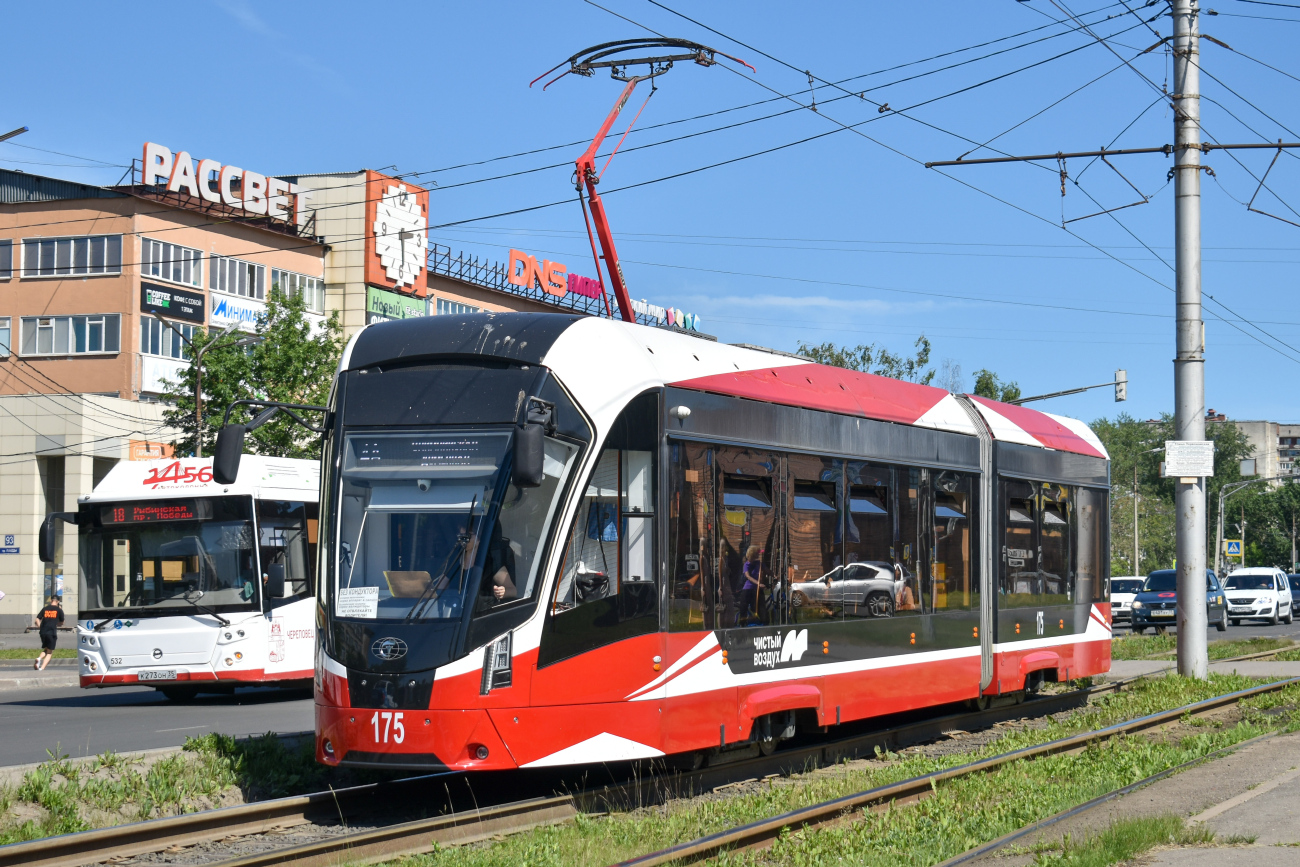
71-923M（2023年撮影）

### 過去の車両
- MTV-82 - 開通時に導入[8][4]。
- KTM-1 - 開通時および1957年 - 1965年に増備[8][4]。
- KTM-2 - 1950年代後半 - 1960年代に導入[8]。
- LM-68 - 1970年代 - 1980年代に導入[8]。
- LM-68M - 1970年代 - 1980年代に導入[8]。